# Hever (Kent)
Pour les articles homonymes, voir Hever.
Hever est une paroisse civile et un village du Kent, en Angleterre.